# أتلتيكو مدريد موسم 2005–06
كان موسم 2005–06 هو الموسم الـ100 في تاريخ أتلتيكو مدريد والموسم الـ69 في الدوري الإسباني، الدرجة الأولى لكرة القدم الإسبانية. ويغطي الفترة من 1 يوليو 2005 إلى 30 يونيو 2006.
فشل أتلتيكو مدريد في الارتقاء إلى مستوى التوقعات العالية، على الرغم من تعيين المدرب الفائز بلقب كأس ليبرتادوريس عدة مرات كارلوس بيانكي. المثلث الدفاعي المكون من حارس المرمى ليو فرانكو والمدافعين المركزيين لويس بيريا وبابلو إيبانيز، لعب دورًا كبيرًا في عدم استقبال أتلتيكو سوى 31 هدفًا فقط. وتركت التكتيكات الدفاعية المهاجم البارز فرناندو توريس وحيدًا في المقدمة، وعلى الرغم من وجود ماكسي رودريغيز في الدعم، كان الثنائي اللاعبين الوحيدين القادرين على العمل هجوميًا للنادي، الذي رد بتوقيع عقد بقيمة 23 مليون يورو مع الموهبة الشابة سيرخيو أغويرو البالغ من العمر 18 عامًا من إنديبندينتي.
عانى أتلتيكو مدريد من بداية صعبة للموسم، حيث فاز بمباراة واحدة فقط من أصل خمس مباريات خاضها. لكن تلك المباراة كانت ضد حامل لقب الدوري الإسباني برشلونة. وبعد ذلك، بدا أن أتلتيكو أظهر بعض علامات الانتعاش بتحقيقه ثلاثة انتصارات في مبارياته الست التالية، لكنه تعرض لهزيمة مذلة 3-0 على أرضه أمام ريال مدريد. ومع ذلك، فقد استمروا بعد ذلك في أسوأ مستوياتهم هذا الموسم مع 0 فوز في 10 مباريات، بما في ذلك الخسائر أمام سيلتا فيغو وأوساسونا وريال بيتيس، وكان هجومهم الضعيف مكشوفًا للجميع. تحسنت الأمور بشكل ملحوظ في بداية النصف الثاني من الموسم، حيث حقق الفريق 5 انتصارات متتالية وحقق فوزين مثيرين للإعجاب على برشلونة. سرعان ما تحول هذا إلى أمل كاذب، حيث فازوا بثلاثة مواسم فقط وأنهوا الموسم في المركز العاشر المتواضع.
ولم تظهر بطولة كأس الملك أي إحساس بالتحسن أيضًا. بعد انتصارات مشكوك فيها أمام لاس بالماس وألكويانو في الدور الثالث والرابع، وكلاهما كانا في الدرجة الثالثة من كرة القدم الإسبانية، خسر أتلتيكو 3-2 في مجموع المباراتين أمام سرقسطة.على الرغم من التحسن الطفيف مقارنة بالموسم الماضي، إلا أنه كان موسمًا مخيبًا للآمال ولن يُنسى.